# Bothrops pubescens
Espèce
Synonymes
- Trigonocephalus pubescens Cope, 1870
- Bothrops neuwiedi pubescens (Cope, 1870)
- Bothropoides pubescens (Cope, 1870)
- Bothrops neuwiedi riograndensis Amaral, 1925

Bothrops pubescens est une espèce de serpents de la famille des Viperidae. 

## Répartition
Cette espèce se rencontre :
- au Brésil dans l’État de Rio Grande do Sul ;
- en Uruguay dans les départements d'Artigas, de Rivera, de Tacuarembó, de Cerro Largo, de Treinta y Tres, de Lavalleja, de Maldonado, de Canelones, de Rocha et de San José.

## Description
C'est un serpent venimeux.

## Publication originale
- (en) Cope, 1870 "1869" : Seventh Contribution to the Herpetology of Tropical America. Proceedings of the American Philosophical Society, vol. 11, no 81, p. 147-192 (texte intégral).